# Engelbert Zaschka
Engelbert Zaschka (født 1. september 1895 i Freiburg im Breisgau, død 26. juni 1955 i Freiburg im Breisgau) var en tysk ingeniør og en af de første tyske helikopter pionerer.
Ud over helikoptere designet Engelbert Zaschka m.fl. 1929, en Tre Wheeler og i 1934 en Human Powered Aircraft (HPA).

## Eksterne links
- Smithsonian National Air and Space Museum Washington: Zaschka Arkiveret 29. maj 2016 hos  Wayback Machine